# Tripartismus
Tripartismus (von lat. tripartitus = dreifach, dreigeteilt) ist ein Begriff aus der Politikwissenschaft, der eine politische auf Konsensfindung abzielende Zusammenarbeit (z. B. in institutioneller Form) von drei Akteuren mit gegenteiligen oder mindestens divergierenden Interessen beschreibt. 
Ein Musterbeispiel hierfür ist die Zusammenarbeit von politischen Akteuren, Vertretern der Arbeitgeber und Gewerkschaften, wie sie auf internationaler Ebene im Rahmen der International Labour Organization (ILO) gefördert wird. Auf EU-Ebene entspricht der Europäische Sozialdialog insofern diesem Modell, als der EU-Kommission als „Regierung“ hier eine wichtige Vermittlungsfunktion zukommt, ohne die der Europäische Sozialdialog kaum Ergebnisse hervorgebracht hätte.
Auch im Zusammenhang mit der theoretischen Debatte um die Fortentwicklung des als klassisch zu bezeichnenden Dualismus von Staat und Gesellschaft hin zu einem dreigeteilten Arrangement von Staat, Wirtschaft und Zivilgesellschaft kommt der Begriff des Tripartismus zur Anwendung.
In Frankreich wurde in der Zeit nach dem Zweiten Weltkrieg mit Tripartismus (frz. Tripartisme) eine Koalitionsregierung aus Christdemokraten (MRP), Kommunisten (PCF) und Sozialisten (SFIO) bezeichnet (siehe auch Provisorische Regierung der Französischen Republik).